# Suprunivka, Bilopillea
Suprunivka (în ucraineană Супрунівка) este localitatea de reședință a comunei Suprunivka din raionul Bilopillea, regiunea Sumî, Ucraina.

## Demografie
Componența lingvistică a localității Suprunivka
     Ucraineană (97,89%)
     Rusă (1,41%)
     Alte limbi (0,7%)
Conform recensământului din 2001, majoritatea populației localității Suprunivka era vorbitoare de ucraineană (97,89%), existând în minoritate și vorbitori de rusă (1,41%).